# Banda
 Ovo je glavno značenje pojma Banda. Za druga značenja pogledajte Banda (razdvojba).
Banda ili Ligbi (poznati i kao Jogo, Ligwi, Nigbi, Nigwi, Nwela, Tuba, Vwela, Weela i Wela) je maleni zapadnosudanski narod nastanjen sjevernom savanskom području Gane (nekadašnja Zlatna obala), kraju poznatom po niskim godišnjim padalinama. U Obali Bjelokosti ih ima oko 6.000 i njihov maternji jezik je lingbi. 
Bande su ratarski narod, uzgajivači sirka i manioke i nadalje krumpira, kikirikija, banana, kukuruza i graška. Stoke nemaju mnogo, a glavni uzrok je cece-muha, a osim ove nevolje veliku opasnost predstavljaju i razni komarci, uzročnici malarije, bolesti spavanja (afrička tripanosomoza), žute groznice i riječko slijepilo (Onchocerciasis). Lov je također značajan jer meso čini važnu namirnicu u njihovoj prehrani, a uz pse drže i nešto kokoša, koza i ovaca.  Zbog opasnosti od raznih inseakta kojih najviše ima uz riječne obale, i ribolov je slabo zastupljen.
Glavni muški posao je čišćenje polja, dok se ženski odnosi na sadnju i žetvu.
Bande imaju po nekoliko žena, i to je uobičajeno među njima.  Svaka žena ima vlastitu kolibu koje njihov suprug rotacijski obilazi. Selo je postavljeno u krug i sastoji se od koliba kružnog oblika, niskih zidova od nabite zemlje s krovom poduprt središnjom gredom. Zajednicom upravlja poglavica ili poglavica klana.
85% Banda su sunitski muslimani čije se učenje temelji na tome da je Alah jedini bog, a Muhamed je njegov prorok. Kod nemuslimanskih Banda etnička religija poznaje obožavanje predaka od kojih se moli zaštita i traže savjeti.
Ne smiju se pobrkati s narodom Banda iz Srednjoafričke republike.

## Vanjske poveznice
- Ligbi Banda iz Gane (engl.)
- Ethnologue.com